# Madeline Hurlock
Madeline Hurlock (Federalsburg, 12 dicembre 1899 – New York, 4 aprile 1989) è stata un'attrice statunitense.

## Biografia
Figlia di un inglese e di un'italiana, nacque nel Maryland, dove visse nei suoi primi anni. Completati gli studi a Filadelfia, si dedicò al teatro. Presto, si trasferì a New York dove lavorò per il teatro di rivista. Bruna d'occhi e di capelli, bellissima, fu notata da Mack Sennett che la volle tra le sue Bathing Beauties, facendola debuttare nel 1923 in una comica che aveva come protagonista il comico Ben Turpin.
Vinse, nel 1925, il concorso WAMPAS Baby Stars che premiava le più promettenti giovani attrici dell'anno. Nella sua carriera, che va dal 1923 al 1929, girò più di cinquanta film.

## Vita privata
Madeline Hurlock si sposò tre volte. La prima con John S. McGovern da cui divorziò nel 1924. La seconda, nel 1930, con lo scrittore Marc Connelly che, lo stesso anno, vinse il Premio Pulitzer per il suo lavoro teatrale Verdi pascoli (The Green Pastures). I due divorziarono nel 1935 e Madeline convolò a nuove nozze con Robert E. Sherwood, vincitore di quattro Pulitzer. Il matrimonio durò fino alla morte di lui, nel 1955.
L'ex attrice morì a New York nel 1989 a ottantanove anni.

## Premi e riconoscimenti
- WAMPAS Baby Stars 1925

## Filmografia
La filmografia è completa. Quando manca il nome del regista, questo non viene riportato nei titoli

### Attrice
- Where's My Wandering Boy This Evening?, regia di John A. Waldron (1923)
- Pitfalls of a Big City, regia di John A. Waldron (1923)
- Asleep at the Switch, regia di Roy Del Ruth (1923)
- The Daredevil, regia di Del Lord (1923)
- Inbad the Sailor, regia di Erle C. Kenton (1923)
- One Spooky Night, regia di Del Lord (1924)
- The Half-Back of Notre Dame, regia di Del Lord (1924)
- Smile Please, regia di Roy Del Ruth (1924)
- Scarem Much, regia di Del Lord (1924)
- The Hollywood Kid, regia di Roy Del Ruth e Del Lord (1924)
- The Cat's Meow, regia di Roy Del Ruth (1924)
- His New Mamma, regia di Roy Del Ruth (1924)
- The First 100 Years, regia di F. Richard Jones e Harry Sweet (1924)
- Three Foolish Weeks, regia di Edgar Kennedy, Reggie Morris e Mack Sennett (1924)
- The Luck o' the Foolish, regia di Harry Edwards (1924)
- Wandering Waistlines, regia di Ralph Ceder (1924)
- The Hansom Cabman, regia di Harry Edwards (1924)
- The Cannon Ball Express, regia di Del Lord (1924)
- Bull and Sand, regia di Del Lord (1924)
- The Wild Goose Chaser, regia di Lloyd Bacon (1925)
- Water Wagons, regia di Del Lord (1925)
- The Raspberry Romance, regia di Lloyd Bacon (1925)
- Giddap, regia di Del Lord (1925)
- The Marriage Circus, regia di Edgar Kennedy e Reggie Morris (1925)
- The Lion's Whiskers, regia di Del Lord (1925)
- Sneezing Beezers, regia di Del Lord (1925)
- Butter Fingers, regia di Del Lord (1925)
- Over Thereabouts, regia di Arthur Rosson (1925
- From Rags to Britches, regia di Del Lord (1925)
- Whispering Whiskers, regia di Del Lord (1926)
- Trimmed in Gold, regia di Del Lord (1926)
- Circus Today, regia di Lloyd Bacon e Del Lord (1926)
- Fight Night, regia di Jefferson Moffitt e Gilbert Pratt  (1926)
- Ice Cold Cocos, regia di Del Lord (1926)
- A Sea Dog's Tale, regia di Del Lord (1926)
- When a Man's a Prince, regia di Edward F. Cline (1926)
- Don Juan's Three Nights, regia di John Francis Dillon (1926)
- A Prodigal Bridegroom, regia di Lloyd Bacon e Earle Rodney (1926)
- A Harem Knight, regia di Edward F. Cline (1926)
- Flirty Four-Flushers, regia di Edward F. Cline (1926)
- The Best of Friends (1927)
- Peaches and Plumbers, regia di Edward F. Cline (1927)
- The Jolly Jilter, regia di Edward F. Cline (1927)
- Zuppa d'anatra (Duck Soup), regia di Fred Guiol (1927)
- A Small Town Princess, regia di Edward F. Cline (1927)
- Catalina, Here I Come, regia di Earle Rodney (1927)
- Cured in the Excitement, regia di Del Lord e Earle Rodney (1927)
- The College Kiddo, regia di Earle Rodney (1927)
- For Sale, a Bungalow, regia di Earle Rodney (1927)
- The Bull Fighter, regia di Edward F. Cline (1927)
- The Girl from Everywhere', regia di Edward F. Cline (1927)
- Love in a Police Station, regia di Earle Rodney (1927)
- The Beach Club, regia di Harry Edwards (1928)
- Love at First Flight, regia di Edward F. Cline (1928)

### Film o documentari dove appare Madeline Hurlock
- La parata dell'allegria (When Comedy Was King), regia di Robert Youngson (1960)
- Emozioni e risate, regia di Robert Youngson (1961)